# Ángel Quispe Masco
Merce Ángel Quispe Masco (Ananea, 24 de septiembre de 1964) es un abogado y político peruana. Fue alcalde del Distrito de Ananea en dos periodos entre 1996 a 1998 y 2003 a 2006-.
Nació en Ananea, Perú, el 24 de septiembre de 1964, hijo de Alejandro Quispe Arpita y Ancelma Masco Arenas. Cursó sus estudios primarios y secundarios en su localidad natal y, entre 1988 y 1993, cursó estudios superiores de derecho en la Universidad Andina Néstor Cáceres Velásquez. Asimismo, entre 2002 y 2003 cursó la maestría en derecho civil en la misma casa de estudios.
Su primera participación política se dio en las elecciones municipales de 1995 en las que fue elegido alcalde distrital de Ananea por la Lista Independiente Acción Vecinal. Fue reelegido para el mismo cargo en las elecciones municipales del 2002 por el Movimiento Político Unión Regional para el Desarrollo. En las elecciones regionales del 2010 tentó su elección como consejero regional por la provincia de San Antonio de Putina sin éxito. Fue elegido para ese cargo en las elecciones regionales del 2014 en las que postuló por el Proyecto de la Integración para la Cooperación.
Durante su gestión como consejero regional, Quispe Masco fue condenado a la pena de 2 años y 6 meses de prisión suspendida por atentar contra los recursos naturales. Su credencial fue anulada el 18 de septiembre del 2017.